# 共和国元帥

共和国元帥の肩章

共和国元帥（きょうわこくげんすい、朝鮮語: 공화국 원수 / 공화국원수）は、朝鮮民主主義人民共和国の軍隊である朝鮮人民軍において、存命の大元帥がいない時期の最高位階級である。

## 概要
初代の共和国元帥は同国初代最高指導者だった金日成で、1953年2月から1992年まで在任しており、この期間においてはより上位の階級は存在せず、共和国元帥が北朝鮮の最高階級であった。その後、1992年に金日成が上位の大元帥に進級したことに伴い、労働党総書記金正日が共和国元帥の階級を引き継ぐ形になった。1994年に金日成が死去すると大元帥の座は空席となったが、金正日は2011年に死去するまで共和国元帥の階級を保持し、大元帥には任官しなかった。生前最後まで共和国元帥の階級を保持した北朝鮮の最高指導者は金正日が初であるが、死後に大元帥が追贈された。
2012年7月以降、労働党総書記金正恩が共和国元帥の階級を保持しているが、2021年の第8次党大会に合わせて公開された軍服姿の金正恩が着用している肩章が大元帥のそれになっていたため、金正恩が第8次党大会が開催された2021年1月時点で公表こそされてはいないものの、大元帥に昇格していたとの見方も出ている。

## 歴代
1. 金日成（1953年～1992年）
2. 金正日（1992年～2011年、うち1992年～1994年は大元帥に次ぐ序列第2位）
空席（2011～2012年）
3. 金正恩（2012年～？）